# Mynor Morales Zurita
'Mynor Morales Zurita' (3 de agosto de 1997) es un empresario y político guatemalteco, actual alcalde de la ciudad de Villa Nueva desde el 15 de enero de 2024 hasta el 15 de enero de 2028. Es sucesor del exalcalde Javier Gramajo. Su padre es Mynor Morales, actual alcalde de San Miguel Petapa.Mynor Morales Zurita es actualmente el Alcalde más joven de Villa Nueva, fue electo con 25 años de edad.

## Biografía
Zurita  posee un técnico en optometria, es estudiante de ingeniería en la Universidad de San Carlos y es cofundador de una cadena de restaurantes, fue parte de las fuerzas básicas del deportivo Petapa. Su padre Mynor Morales fue concejal 1 en San Miguel Petapa cuando fue electo como alcalde Luis Alberto Barillas con el partido CREO entre el 2012 y 2016.

## Alcalde de Villa Nueva
Zurita fue candidato a la alcaldía en 2023 con el partido Valor, fue electo por 20,081 votos (%13.4 por ciento del electorado). Fue juramentado el 15 de enero de 2024 por el exalcalde Javier Gramajo.

## Historial electoral
| Año electoral | Año electoral | Símbolos | Partido | Votos  | %    | Resultado |
| ------------- | ------------- | -------- | ------- | ------ | ---- | --------- |
|               | 2023          |          | Valor   | 20 081 | 13.4 | Gana (1°) |